# 犁市站
犁市站是一个京广线上的铁路车站，位于广东省韶关市浈江区犁市镇，建于1933年，现已撤销拆除，原为四等站，邮政编码为512144。撤销前，车站客运办理旅客乘降，不办理行李、包裹托运；货运办理整车货物发到，不办理危险货物发到。